# Equador nos Jogos Olímpicos de Verão de 1976
O Equador competiu nos Jogos Olímpicos de Verão de 1976, realizados em Montreal, Canadá.